# Jeff Beck with the Jan Hammer Group Live
| 전문가 평가 | 전문가 평가 |
| 평가 점수   | 평가 점수   |
| 출처        | 점수        |
| ----------- | ----------- |
| Allmusic    | [ 1 ]       |

《Jeff Beck with the Jan Hammer Group Live》는 1977년에 발매된 영국의 기타리스트 제프 벡의 라이브 음반이다.

## 녹음
라이브 녹음에 대한 정확한 날짜와 위치는 제공되지 않았다. 투어는 1976년 6월에 시작되어 1977년 2월에 종료되었으며, 117개의 쇼가 공연되었다.
A&R맨 톰 베르만은 1976년 8월 31일 미국 펜실베니아주 레딩에 있는 애스터 극장에서의 데이트가 가장 좋은 공연이었다고 제안했고, 그가 이 프로젝트에 참여했을 당시 음반의 대부분을 제공할 예정이었다. 벡은 뉴올리언스에 있는 앨런 투세인트의 스튜디오에서 이 음반을 다른 음반들과 섞었다.
그 후 얀 해머는 음반을 직접 믹스하기로 결심했고, 잉글랜드 런던의 스콜피오 사운드 스튜디오에서 데니스 웨인라이치와 그렇게 했다.
이 음반의 스테레오 스펙트럼은 기타 중앙 우측, 키보드 중앙 좌측, 바이올린 우측, 드럼 및 베이스 센터와 무대 설정을 복제한다.

## 곡 목록
| #  | 제목                            | 작사·작곡            | 재생 시간 |
| -- | ------------------------------- | -------------------- | --------- |
| 1. | 〈Freeway Jam〉                 | 맥스 미들턴          | 7:21      |
| 2. | 〈Earth (Still Our Only Home)〉 | 얀 해머              | 4:34      |
| 3. | 〈She's a Woman〉               | 존 레논, 폴 매카트니 | 4:25      |
| 4. | 〈Full Moon Boogie〉            | 해머, 제리 굿먼      | 6:07      |

| #  | 제목                                    | 작사·작곡       | 재생 시간 |
| -- | --------------------------------------- | --------------- | --------- |
| 5. | 〈Darkness / Earth in Search of a Sun〉 | 해머            | 7:52      |
| 6. | 〈Scatterbrain〉                        | 미들턴, 제프 벡 | 7:25      |
| 7. | 〈Blue Wind〉                           | 해머            | 6:20      |

## 차트
| 차트 (1977년)                     | 순위 |
| --------------------------------- | ---- |
| 오스트레일리아 (켄트 뮤직 리포트) | 67위 |

## 인증
| 국가                       | 인증 | 판매량/출하량 |
| -------------------------- | ---- | ------------- |
| 미국 (RIAA)                | 골드 | 500,000^      |
| ^출하량을 기반으로 한 인증 |      |               |